# Jordrup Sogn
Jordrup Sogn ist eine Kirchspielsgemeinde (dän.: Sogn) im südlichen Dänemark. Bis 1970 gehörte sie zur Harde Anst Herred im damaligen Ribe Amt, danach zur Lunderskov Kommune im erweiterten Vejle Amt, die im Zuge der  Kommunalreform zum 1. Januar 2007 in der „neuen“  Kolding Kommune in der Region Syddanmark aufgegangen ist.
Im Kirchspiel leben 781 Einwohner, davon 536 im Kirchdorf (Stand:1. Januar 2023). Im Kirchspiel liegt die Kirche „Jordrup Kirke“.
Nachbargemeinden sind  im Osten Vester Nebel Sogn und im Süden Lejrskov Sogn, ferner Veerst Sogn in der westlich benachbarten Vejen Kommune und im Norden Egtved Sogn in der Vejle Kommune.